# Henry Handel Richardson
Henry Handel Richardson sau Ethel Florence Lindesay Richardson (n. 3 ianuarie 1870 — d. 20 martie 1946) a fost o scriitoare australiană.